# Windows Live Messenger
Windows Live Messenger（簡寫WLM，俗稱MSN），是微軟開發的即時通訊軟體，現已經結束服務。8.0版本之前称作MSN Messenger。預載於Windows系統之中，是微软在线服务Windows Live的一部分，Windows Live Messenger包括MSN Messenger的全部功能，并再加上新的连接和共享文件方法，例如支持了MSN Messenger所不支持的离线消息以及离线共享文件。同时，微软也从Windows Live OneCare中提取出一个，专供Windows Live Messenger用于扫描接收到的文件。
Windows Live Messenger曾是很多人使用的即時通訊軟體，結束服務前最晚版本除了有基本的文字通訊之外，還支援視訊會議、語音交談、多人會議、連線遊戲等等延伸功能，並且容許使用者在對話中插入它提供的圖示，也容許使用者自己添加更多圖示。自第6版起它更能使用者個性化，例如自訂表情符號、對話視窗的背景和主題、顯示圖片等。除此，還有一群軟體設計師為它製作第三方的附加軟體。
Windows版本的MSN Messenger的最晚版本為7.5，於2005年8月23日推出。此後MSN Messenger停止開發，後繼版本已經更名為Windows Live Messenger（WLM），結束服務前最新版本為2011（Windows Live Essentials 2011），實際上Windows Live Messenger等於MSN Messenger的新版。但其實Windows版的MSN Messenger仍然存在，因為WLM並不支援較舊的視窗系統，例如Windows ME。
同時微軟公司還開發了Mac OS版本的MSN Messenger，被称为Microsoft Messenger。在結束服務前Mac OS X版本的MSN Messenger最新版為8.0.0，直至MSN Messenger for MAC 6.0.2，其功能與Windows版本相比顯得很不周全，8.0之前的版本並不支援視訊或語音交談，所以許多Mac使用者轉而使用非官方的MSN Messenger軟體以補足官方軟體的不足。然而，Microsoft已經推出8.0版本并支持视频与语音交谈。Mac OS 9版本的MSN Messenger最新版為2.5.1。
2004年8月，微軟發表可於瀏覽器上使用的MSN Messenger版本「MSN Web Messenger」，這樣使用者只須使用瀏覽器而不需要在電腦上安裝軟體。它的服務可以在行動電話上使用。
2009年，隨著社交網站facebook的普及，以及其附設的聊天功能（facebook chat），Windows Live Messenger的部分功能被取替，使得其用戶量有所下降。2011年，隨着智能手機的通訊軟件WhatsApp和LINE等的普及，Windows Live Messenger的使用率再受打擊。
2012年底，微软宣佈在2013年4月8日会在全球范围内用Skype替换Windows Live Messenger，不過中国大陆除外。而擁有Windows Live Messenger的用户於2013年4月8日起陸續停止服務；4月25日，台灣的Messenger正式停止服務。在2014年8月28日，微軟以電郵向用戶通知，中國大陸於同年10月31日停止服務，至此Windows Live Messenger正式結束其生命周期。

## 功能
除了即時通訊軟體具備的基本功能外，Windows Live Messenger亦提供以下擴展功能：

### 共享資料夾
共享資料夾是Windows Live Messenger獨有的功能，它是「直接發送檔案」外另一種交換檔案的方法。當一個人想傳送檔案給他的連絡人時，只要點選相關圖示，「共享資料夾」視窗就會出現。
當檔案被增加到特定聯絡人「共享資料夾」中時，若對方在線上，則該檔案將會自動被傳送到對方電腦上相對應的資料夾中。在這個資料夾中的檔案在雙方的電腦間同步處理，所以假如一方把某個檔案刪除了，則他方電腦中相對應資料夾的檔案也會被刪除。
而為了要降低病毒感染的風險，所以「共享資料夾」會和防毒軟體一起運作，亦即在有防毒軟體的狀態下，共享資料夾在檔案傳輸的過程中將會透過防毒軟體進行掃毒。另外，「共享資料夾」的功能只能在使用NTFS格式的硬碟中使用。
值得注意的是，在Windows Live Messenger 2009中已經不再支援共享資料夾這項功能。

一個Windows Live Messenger與Yahoo! Messenger互通的畫面

### 與其他即時通訊軟體互通
Windows Live Messenger可以和Yahoo!即時通互通，但僅限於基本的對話功能而已，像是視訊、動畫快遞，以及其他雙方軟體所各有的獨特功能仍無法互通，服務提供到 2013年12月14日止。

### 遊戲和應用程式
Windows Live Messenger也在其中提供了許多的小遊戲及應用程式，使用者在對話之餘，可以開起那些小遊戲來進行對戰，使Windows Live Messenger增添了不少樂趣。

### 離線訊息
Windows Live Messenger也支援離線訊息，透過離線訊息，縱使對方不在線上，也可以接收到該訊息，而發送出去的離線訊息將於對方登入時接收到。故此，在對方狀態為「顯示為離線」時，也可以以離線訊息進行交談，就如同Yahoo! Messenger和ICQ上類似的功能。但值得注意的是，若是對方使用較舊版本的MSN Messenger，則於你們之間的對話閒置一段時間後，對方將有可能暫時無法與你交談，因為他們的用戶端軟體會認為你目前仍處於離線狀態。

### 撥打電話
除了先前版本就有的電腦間通話外，Windows Live Messenger當時透過Windows Live Call也支援撥打電話的功能，而這個功能只有在部分國家推出而已。在台灣，微軟是與是方電訊合作推出這項功能。

### i'm
i'm是一個由微軟於2007年3月發起的慈善活動。此活動旨在Windows Live Messenger的部分廣告收益捐贈給下表中的組織。使用者可以透過將對應的文字碼加入在Windows Live Messenger中的顯示名稱，以支持其喜愛的組織。
截止2010年1月，i'm總捐助額已經超過241萬美元，而Windows Live Messenger的下載量亦因而增加了2千多萬次。微軟目前將Windows Live Hotmail加入此計劃。
i'm需要使用Windows Live Messenger 8.1以上的版本，並只限於美國及澳洲境內的使用者。
| 字碼    | 受益組織                                        |
| ------- | ----------------------------------------------- |
| *red+u  | 美國紅十字會                                    |
| *bgca   | 美國兒童群益會                                  |
| *naf    | 美國國家愛滋基金會                              |
| *mssoc  | 美國國家多發性硬化症學會 （页面存档备份，存于） |
| *9mil   | 國際兒童難民援助組織                            |
| *sierra | 地球環境協會 （页面存档备份，存于）             |
| *help   | 全球防止暖化協會                                |
| *komen  | 乳癌基金會 （页面存档备份，存于）               |
| *unicef | 聯合國兒童基金會                                |
| *hsus   | 美國人道協會 （页面存档备份，存于）             |

## 歷史

### MSN Messenger

MSN Messenger老版本标识

在被稱為Windows Live Messenger以前，從1999年到2001年期間，這套軟體是以「MSN Messenger Service」為名，而自2001年到2005年，則是以「MSN Messenger」做為它的名稱。而這段期間內，微軟總共釋出過7個主要的版本。
第一版（1.0.0863）的MSN Messenger Service是在1999年7月22日時發行。它僅包含了基本的功能，像是簡單的文字交談，以及簡略的好友清單。而它其中的功能之一在於可以連上America Online's AIM的網路。America Online一直到這個功能被移除掉以前都嘗試著要阻止微軟的這套軟體和它們的服務相連。而自從移除該功能之後，這套軟體便只能和微軟自己的服務連結，而這須要一個Windows Live ID帳號來登入。
微軟於1999年11月16日發佈第一次的主要更新，第二版（2.0.0083）的MSN Messenger Service。它包含了一個會循環的廣告橫幅，另外，交談的視窗在這一版中開始有了可以設置外觀的能力。它從做為Windows Me的安裝選項開始出現。而在2000年3月29日，它便推出了下一版，第三版（3.0.0080）。在這一版中，它包含了檔案傳輸的功能，並且透過Net2Phone而有了PC對PC和PC對電話得語音交談功能。
隨著Windows XP的發行，4.6版的MSN Messenger在2001年10月23日也隨之發行。
它主要改變的內容包含，使用者介面的改變、群組交談的能力、以及支援語音交談。在這一版中，軟體的名稱從「MSN Messenger Service」改為「MSN Messenger」，而基本服務的名稱則變為「.NET Messenger Service」，這名字從此便延續下去。而這一版的MSN只相容於Windows 95、  98、  Me、  NT 4.0、以及  2000，因為微軟為Windows XP提供了另一版的新程式，稱為Windows Messenger，這原本是被打算在Windows XP取代MSN Messenger。
而這個策略隨著2002年10月24日發佈的MSN Messenger 5.0版而被改變了。這一版的MSN Messenger是第一版可以被允許和Windows XP上的Windows Messenger安裝在一起的版本。而它包含了支援在通用即插即用（UPnP）上的檔案傳輸、對於使用者介面的細部修改、以及將Windows Media Player的介面放入其中。
2003年7月17日，微軟發佈MSN Messenger 6.0版。MSN Messenger 6.0版是對於整個MSN Messenger的重大改版。他不再僅只能以文字的方式交談，也納入了像是表情符號、背景圖片等新要素。而針對這一版的升級，6.1版，則著重於交談視窗的改善，它允許使用者可以隱藏window的視窗和工具列，也允許使用者可以更換視窗的主題色彩，而使主題色彩可以和別人不一樣。接下來在2004年4月22日發佈的6.2版是MSN Messenger6系列的最後一版。而最值得註意的是，這一版加入了和手機交談的功能、連線疑難排除員等新功能。
在2005年4月7日，MSN Messenger再次做出重大改版，7.0版問世。這一版加入了動畫快遞的功能，而這之前只能在Three Degrees上看見；另外也加入了一些廣告，販售動畫顯示圖案、表情符號和背景圖片，同時還加入了手寫的功能。而這是最後一版支援Windows 98和Windows Me的MSN Messenger。
改名前的最後一版MSN Messenger是在2005年8月23日發佈的7.5版。這一版中加入的新功能主要有「動態背景」、透過按下F2傳送最長15秒的錄音留言，另外就登入頁面也做出了改進。

### Windows Live Messenger 8.0
做為微軟Windows Live功能的一部分，MSN Messenger也從8.0版以後被改名為「Windows Live Messenger」。
全新被改名為Windows Live Messenger的第一個測試版，Beta 1，在2005年12月13日發佈。
8.0的第二個測試版（Beta 2），在2006年2月26日發布。在這一版中，整個佈景主題有了進一步的改善，在許多小地方有個修正和改進。
最後一個測試版（Beta 3），在2006年5月2日推出，這一版和最後推出的版本幾乎完全相同。這一版中主要的改變和增加的部分包含新的圖示、PC-to-phone通話（這是Windows Live Call的更新）、新的預設顯示圖片、Windows Live Today視窗...等。

Windows Live Messenger 8.0最後的官方發行版於2006年6月19日發佈。這一版和Beta 3相比並沒有顯著的改變。

### Windows Live Messenger 8.1
2006年10月30日，微軟釋出Windows Live Messenger 8.1版的Beta 1 。在這一版中，並沒有什麼重大的改進，只有小部分做出更新而已。其中包含身份漫遊（roaming identity，讓使用者在任何電腦上使用同樣的顯示圖片和狀態的功能)、新的通訊清單、最近使用的表情符號及背景主題清單、檢舉不當使用者...等功能，同時，在狀態選單上，加入了「顯示為離線」的選項另外改善了和Yahoo即時通的對話能力。另一方面，也改善了在Windows Vista的使用者狀態，當使用Windows Vista電腦進入睡眠狀態時，Windows Live Messenger會自動將狀態改為「忙碌中」。
之後在2006年12月13日時，微軟對Windows Live Messenger 8.1 Beta 1做了小幅度的升級，推出Windows Live Messenger 8.1 Beta 1 Refresh，其修正了可能導致某些使用者不能登入或是其他使用者無法在連絡清單上看到他們的錯誤。
8.1版的最終版在2007年1月29日時推出，相對於Beta 1 Refresh而言，最終推出的8.1正式版並沒有做出任何變動。

### Windows Live Messenger 8.5
隨著2007年5月27日，一個名為LiveSide的網站新聞將Windows Live Messenger 8.5的西班牙語測試版洩漏出來後不久，第一個Windows Live Messenger 8.5英文版的測試版，Beta 1，於2007年5月31日也在美國、英國、加拿大、愛爾蘭、印度、法國、日本、德國、中國和西班牙等地區發行。並於2007年6月21日時藉由Microsoft Update發佈更新。而這個版本比起先前的版本僅需要Windows XP SP1即可而言，其最低系統需求為Windows XP SP2。且他是第一個被安裝在「Program Files」資料夾下的「Windows Live」資料夾中，並且在開始功能表中的「Windows Live」資料夾建立捷徑的版本。
而在Beta 1中主要變更和增加的功能包含：新的整合型安裝程式Windows Live 2.0、為了和Windows Vista的風格相配合之新玻璃外觀、新的表情符號、並且和Windows Live OneCare家長監護服務相整合另外，從這一版開始，Windows Live Messenger開始可以從Microsoft Update下載並安裝。
Windows Live Messenger 8.5的第二個測試版Beta 2在2007年9月5日時釋出。在Beta 2中，其修正了一些錯誤，但和第一個測試版相比，並沒有做出顯著的改變。而這一版中並沒有掛上「Beta」的字樣，但開發者有特別強調其並非最終發行版。而被用來安裝Windows Live Messenger 8.5 Beta 2的新Windows Live Installer並沒有在Windows Server 2003中運行。
Windows Live Messenger 8.5的最終發行版在2007年11月6日時推出，但其中並沒有重大的更新。

### Windows Live Messenger 2009（14.0）
Windows Live Messenger 2009最初的開發版號是9.0，但之後為了配合其他Windows Live以及Microsoft Office的程式，所以將之改為14.0。
在一場於Georgia Institute of Technology's IEEE Student Branch的介紹中，微軟職員Andrew Jenks說道，Messenger團隊已經致力於達成多人語音及視訊交談，並且企圖開發出能與AIM／XMPP／ICQ交談的Windows Live Messenger，就如同現在與Yahoo! Messenger交談的模式一般。然而，這個構想並沒有出現在Windows Live Messenger 2009的任何一個測試版中。
在2008年9月17日，微軟釋出了第一個官方測試版，Windows Live Messenger 2009 Beta（Milestone 3, Build 14.0.5027.908），供大眾免費下載。
而在這一版中，而其有幾個值得注意的改變，首先是為了配合Windows Live Wave 3而設計的全新使用者介面、移除掉多餘的按鈕標籤、將「馬上回來」、「外出用餐」、「通話中」的狀態選項取消。另外，也讓使用者可以自己選擇聯絡人清單的「個人化介面」，亦即就其背景和顏色可以做出個人化的設定。最後，值得注意的是，共享資料夾在這一版中將不再繼續支援這項功能。
同時，這一版中也加入了新的「群組」功能，允許使用者在聯絡人清單中選擇部分聯絡人建立一個繼續性的群組。而對於聯絡人狀態的部分，在這一版中也對之重新設計而不再使用過去的「小綠人」符號，改用圍繞於聯絡人圖片四周的顏色加以區別，綠色代表「線上」、橙色代表「離開」、紅色代表「忙碌」，如果沒有任何顏色，則代表該聯絡人不在線上，希望以此讓使用者更快的辨識出聯絡人的狀態為何。然後，也加入了「常用聯絡人」清單的設計，讓使用者可以將部分常用的聯絡人放入其中，以便更快速的與他們進行交談。相片分享也是這一版中的新功能之一，讓使用者可以與他們的聯絡人更快速且更簡單的同步分享觀看相片。另外，在聯絡人清單的介面下方也加入了「好友動向」的功能，透過跑馬燈的顯示方式，讓使用者更快速的瞭解好友的狀態和顯示圖片的更新。
2008年12月15日，微軟釋出了Windows Live Messenger 2009的RC（Build 14.0.8050.1202）版，同時一起推出的也包含被重新命名為「Windows Live Essentials」的Windows Live Wave 3之相關應用程式。在RC版中，取消了聯絡人登入音效的功能，但仍然可以為不同的聯絡人選擇各自的登入音效。再者，這一版也修正了先前所發現超過200個錯誤。
2009年1月7日，Windows Live Messenger 2009的最終發行版推出，不過其版號與RC版相同，皆為Build 14.0.8050.1202，而未做出改變。

### Windows Live Messenger 2011
2010年9月30日，微軟發佈了最終版本的Windows Live Messenger 2011。
然而，全新的Windows Live Messenger 2011並不支援Windows XP，僅支援32或64位元版本的Windows 7、具備適用於Windows Vista之平台更新的Windows Vista‌ SP2、Windows Server 2008 R2，或具備適用於Windows Server 2008之平台更新的Windows Server 2008 SP2。
這個版本登入後有兩種模式可以選擇：「完整模式」除會顯示Messenger的連絡人清單外，會在左側一大區域顯示所支援的社群網站更新。例如，在Messenger選擇與facebook連線後，左側就會出現有關Facebook最近的動態。該社區網站的連絡人清單亦會被整合進Messenger連絡人清單裡。若不需檢視其它社交網站，則將Messenger切換成「精簡模式」就好。
此外，分享近況的部份和前版本一樣，可以在Messenger最上方或「選項」對話方塊中修改。然而欲更改「顯示名稱」就一定要連到Windows Live網站修改個人資料。
其它功能有「分頁對話視窗」和「整合Windows 7跳躍清單」等。

### Windows Live Messenger 2012
2012年8月7日，微软发表新版本的Windows Essentials 2012套件，其中包括Windows Live Messenger 2012。
2012年12月19日微軟將下載頁面直接導向Skype下載頁，不過已經安裝Windows Live Messenger的使用者仍可以繼續使用，服務並無斷線。但在2013年4月8日，英文版Messenger服務已經停止服務，雖然還在，但不能使用Messenger；4月25日，臺灣的Messenger也正式停止服務。
2014年10月31日Messenger的最後服務區域：中國大陸也正式停止服務，長達15年歷史的Windows Live Messenger正式走入歷史。
據了解，截至2015年12月，只有東歐的摩爾多瓦氣象局網頁頁底仍有MSN  messenger人仔圖標，但連結功能似乎已失效。

## Windows Live Web Messenger

Windows Live Messenger網頁版的畫面

Windows Live Web Messenger是微軟Windows Live服務中的一部分，為一種以瀏覽器視窗為基礎的Windows Live Messenger。他允許使用者在網路上透過網路瀏覽器即時發送訊息給其他使用Windows Live Messenger服務的人。
2008年10月30日，微軟停止了Windows Live Web Messenger，將其整合到Windows Live Hotmail和Windows Live People。2010年，隨Windows Live Wave 4發佈，Web Messenger整合到所有的Windows Live網頁頁面頂部。

## 通訊協定
Windows Live Messenger使用Microsoft Notification Protocol（MSNP）通過TCP連接到.NET Messenger Service－提供在messenger.hotmail.com的埠1863的服務。
从2011年12月15日开始，Windows Live Messenger正式支持开放标准网络即时消息协议XMPP，允许开发者开发能访问Live Messenger的IM客户端。

## 影響

### 優點
Windows Live Messenger普遍之後，為人際傳播帶來很大的影響。主要是打破時間與空間的距離，只須透過Windows Live Messenger的軟體即可溝通與交談，只要雙方或多方都在網路線上，馬上可以進行立即性的互動交談。此外，除了利用文字進行溝通，還可以透過視訊系統，馬上聽到聲音與看到影像。此類新科技的發展，還大量運用在商業溝通層面，許多跨國性的大企業也採用網路視訊會議進行溝通，節省了往返時間與花費。
Windows Live Messenger除了在人際傳播上打破傳統觀念，帶來現代人的便利性之外，另外也為人際傳播創造娛樂性。自從MSN Messenger 7.0版問世之後，其最大特色就是動畫圖像代替文字的溝通，也就是「表情符號」。許多字以動畫或圖像來代替之後，使用者之間廣為盛行，而後續MSN Messenger 7.5更將表情符號發揮最高娛樂性，連載的動畫式的表情符號為使用者們帶來更多樂趣，也吸引更多的使用者使用。

### 缺點
就在Windows Live Messenger越來越普遍，尤其是在其7.5版本之後，不少用戶亦發現他們在保持線上的情況下招來了一些有毒鏈結或色情鏈結或釣魚網站鏈結，冒他們朋友或網友之名透過Windows Live Messenger發來。另外由於其功能越來越多，亦逐漸導致其佔用記憶體及CPU資源越來越多。
同時Windows Live Messenger亦因其強制升級導致不少仍慣用舊版本（如MSN Messenger 7.5版）的用戶不滿。